# Lažany (Boemia meridionale)
Lažany è un comune della Repubblica Ceca facente parte del distretto di Strakonice, in Boemia Meridionale.